# パンシェルル微分
数学におけるパンシェルル微分（パンシェルルびぶん、英: Pincherle derivative）は多項式環上の線型作用素に対し、それと不定元による乗算作用素との交換子をとることによって与えられる新たな線型作用素である。この概念はイタリアの数学者サルヴァトーレ・パンシェルル（1853–1936）の名にちなむ。

## 定義
K[x] は体 K 上の変数 x に関する多項式全体の成すベクトル空間とし、
{\displaystyle {\tilde {x}}\colon \mathbb {K} [x]\to \mathbb {K} [x];p=\{p(x)\}\mapsto {\tilde {x}}p=\{xp(x)\}}
は x による掛け算を行う作用素とする。
K[x] 上の線形作用素 T:K[x] → K[x] のパンシェルル微分 T’ は、自己準同型環 End(K[x]) における x の乗算作用素と T との交換子
{\displaystyle T':=[T,{\tilde {x}}]=T\circ {\tilde {x}}-{\tilde {x}}\circ T=-\operatorname {ad} (x)T,}
すなわち任意の p(x) ∈ K[x] に対し
{\displaystyle T'\{p(x)\}=T\{xp(x)\}-xT\{p(x)\}}
を満たす線型自己準同型作用素である。

## 性質
任意の交換子がそうであるように、パンシェルル微分 ′ は自己準同型環 End(K[x]) 上の微分子（導分）である。すなわち、自己準同型環 End(K[x]) に属する任意の二つの線形作用素 S, T に対し、
- （和の法則） {\displaystyle (T+S)^{\prime }=T^{\prime }+S^{\prime };}
- （積の法則）{\displaystyle (TS)^{\prime }=T^{\prime }S+TS^{\prime }}

を満たす（ただし、積 TS := T ∘ S は写像の合成によって定める）。また [T, S] := TS − ST を通常のリーブラケットとして、ヤコビ恒等式より 
- {\displaystyle [T,S]^{\prime }=[T^{\prime },S]+[T,S^{\prime }]}

が成立する。
通常の微分 D = d/dx は多項式に対する作用素と見なせる。直接的な計算により、そのパンシェルル微分は D′ = idK[x] = 1（右辺の 1 は 1 倍する乗算作用素）となり、数学的帰納法により
{\displaystyle (D^{n})'=\left({{d^{n}} \over {dx^{n}}}\right)'=nD^{n-1}}
に一般化できる。このことから、微分作用素 ∂ = ∑ anDn のパンシュレル微分
{\displaystyle \partial '=\sum na_{n}{{d^{n-1}} \over {dx^{n-1}}}=\sum na_{n}D^{n-1}}
もまた微分作用素であることが分かり、したがってパンシェルル微分は微分作用素全体の成す環 diff(K[x]) 上の微分子になる。
シフト作用素 Sh(f)(x) = f(x + h) はテイラー展開
{\displaystyle S_{h}=\sum _{n=0}{{h^{n}} \over {n!}}D^{n}}
を考えることにより、そのパンシェルル微分
{\displaystyle S_{h}'=\sum _{n=1}{{h^{n}} \over {(n-1)!}}D^{n-1}=h\cdot S_{h}}
を得る。すなわち、シフト作用素はパンシェルル微分の固有ベクトルであり、対応するスペクトルはスカラーの空間全体 K である。
T がシフト同変、すなわち T が Sh と可換（[T, Sh] = 0）ならば [T′, Sh] = 0 となり、T' もまた同じシフト h に対してシフト同変であることが分かる。
離散時間デルタ作用素 δf(x) = f(x+h)−f(x)⁄h は、作用素として
{\displaystyle \delta ={1 \over h}(S_{h}-1)}
と書ける（積の順番に注意）から、そのパンシェルル微分 δ′ = Sh はシフト作用素である。